# Nectandra puberula
Nectandra puberula (Schott) Nees – gatunek rośliny z rodziny wawrzynowatych (Lauraceae Juss.). Występuje endemicznie w Brazylii – w stanach Bahia, Mato Grosso, Espírito Santo, Minas Gerais, Rio de Janeiro, São Paulo, Parana i Santa Catarina oraz w Dystrykcie Federalnym.

## Morfologia
PokrójZimozielone drzewo dorastające do 15–20 m wysokości.
LiścieMają lancetowaty lub eliptyczny kształt. Mierzą 6–11 cm długości oraz 1,5–3,5 szerokości. Są skórzaste. Nasada liścia jest ostrokątna lub zbiega po ogonku. Liść na brzegu jest całobrzegi. Wierzchołek jest ostry lub spiczasty. Ogonek liściowy jest owłosiony.
KwiatySą zebrane w wiechy. Rozwijają się w kątach pędów. Dorastają do 4,5–10,5 cm długości. Płatki okwiatu pojedynczego mają odwrotnie owalny kształt. Są niepozorne – mierzą 2–3 mm średnicy.
OwoceMają kulisty kształt. Osiągają 8–12 mm długości oraz 7–11 mm średnicy.

## Biologia i ekologia
Rośnie w lasach.

## Zastosowanie
Drewno tego gatunku jest wykorzystywane w budownictwie. Ponadto roślina ma właściwości przeciwbiegunkowe i odkażające.